# Synagoge Schöneberg (Westerwald)
Die Synagoge Schöneberg im rheinland-pfälzischen Landkreis Altenkirchen, deren Baujahr und Standort unbekannt sind, brannte 1820 ab.

## Synagoge
Der einzige Hinweis, der sich in den heute bekannten Quellen zur Synagoge in Schöneberg findet ist der, dass die Synagoge im Jahr 1820 nach einem Blitzschlag abbrannte. Die Frage nach dem Baujahr oder der Architektur lässt sich nicht mehr beantworten. Betrachtet man allerdings die geringe Zahl der jüdischen Einwohner im 18. und im frühen 19. Jahrhundert, die zum Erreichen des für einen Gottesdienst notwendigen Minjan zu gering war, liegt die Vermutung nahe, dass das Gebäude aus dem 17. Jahrhundert stammte, als in Schöneberg eine größere jüdische Gemeinde lebte.